# Spodnja Bela, Šmohor - Preseško jezero
Spodnja Bela (nemško Untervellach) je naselje občine Šmohor - Preseško jezero v okraju Šmohor na Koroškem v Avstriji.